# 诺颜
诺颜，或译那颜，蒙古帝国名号。在蒙古语中意为「长官」。
起初是成吉思汗千户长名号。拖雷有时叫「也客那颜」，意思是大官人。在蒙古人伊斯兰化与突厥化后，改为比、巴依、伯克与埃米尔。汉语则称为老爷。贵族也称诺颜，直至20世纪初。1921年蒙古革命後，「達爾加」（领导人）取代「诺颜」成为现代蒙古国的官员称呼。
1923年外蒙古的王公贵族被蒙古人民党政府废除。1930年代大鎮壓期间，原来的大多数诺颜被蒙古人民共和国當階級敵人消滅。